# Chorinaeus scrobipalpae
Chorinaeus scrobipalpae là một loài tò vò trong họ Ichneumonidae.